# Cret Viljevski
Cret Viljevski (1900-ig Čret, majd 1981-ig Čret Viljevski) falu Horvátországban, Eszék-Baranya megyében. Közigazgatásilag Villyóhoz tartozik.

## Fekvése
Eszéktől légvonalban 51, közúton 62 km-re északnyugatra, Nekcsétől légvonalban 26, közúton 38 km-re északra, községközpontjától 2 km-re délre, a Szlavóniai-síkságon, Kapelna és Villyó között fekszik.

## Története
A település 19. század végén keletkezett a Majláth család birtokán, miután a környező földek megművelésére Dél-Magyarországról magyarokat és dunai svábokat telepítettek ide. 1890-ban 61, 1910-ben 79 lakosa volt. Verőce vármegye Alsómiholjáci járásához tartozott. Az 1910-es népszámlálás adatai szerint lakosságának 90%-a magyar, 5%-a horvát, 4%-a német, 1%-a szerb anyanyelvű volt. Az első világháború után 1918-ban az új szerb-horvát-szlovén állam, majd később (1929-ben) Jugoszlávia része lett. 1921 és 1922 között a földreform során nagyszámú szerb család települt be, akik a lakosság többségét alkották. A második világháború idején a magyar és német lakosság elmenekült a partizánok elől. 1991-ben lakosságának 96%-a szerb nemzetiségű volt. 2011-ben a falunak 80 lakosa volt.

## Lakossága
| Lakosság változása | Lakosság változása | Lakosság változása | Lakosság változása | Lakosság változása | Lakosság változása | Lakosság változása | Lakosság változása | Lakosság változása | Lakosság változása | Lakosság változása | Lakosság változása | Lakosság változása | Lakosság változása | Lakosság változása | Lakosság változása |
| ------------------ | ------------------ | ------------------ | ------------------ | ------------------ | ------------------ | ------------------ | ------------------ | ------------------ | ------------------ | ------------------ | ------------------ | ------------------ | ------------------ | ------------------ | ------------------ |
| 1857               | 1869               | 1880               | 1890               | 1900               | 1910               | 1921               | 1931               | 1948               | 1953               | 1961               | 1971               | 1981               | 1991               | 2001               | 2011               |
| 0                  | 0                  | 0                  | 61                 | 60                 | 79                 | 78                 | 224                | 266                | 326                | 323                | 244                | 174                | 135                | 95                 | 80                 |